# Станіславув (Радинський повіт)
Станіславув (пол. Stanisławów) — село в Польщі, у гміні Улян-Майорат Радинського повіту Люблінського воєводства.
Населення — 108 осіб (2011).
У 1975-1998 роках село належало до Білопідляського воєводства.

## Демографія
Демографічна структура станом на 31 березня 2011 року:
|          | Загалом | Допрацездатний вік | Працездатний вік | Постпрацездатний вік |
| -------- | ------- | ------------------ | ---------------- | -------------------- |
| Чоловіки | 58      | 17                 | 39               | 2                    |
| Жінки    | 50      | 7                  | 30               | 13                   |
| Разом    | 108     | 24                 | 69               | 15                   |